# Saison 2012-2013 du Club africain
 (juillet 2025).
Motif : Absence de sources secondaires centrées
- Archive Wikiwix
- Bing
- Cairn
- DuckDuckGo
- E. Universalis
- Gallica
- Google
- G. Books
- G. News
- G. Scholar
- Persée
- Qwant
- (zh) Baidu
- (ru) Yandex
- (wd) trouver des œuvres sur Wikidata

| 1. | Préciser le motif de la pose du bandeau. | Précisez le motif de la pose du bandeau en utilisant la syntaxe suivante : {{admissibilité à vérifier\|date=juillet 2025\|motif=remplacez ce texte par le motif}}                                      |
| 2. | Informer les utilisateurs concernés.     | Pensez à avertir le créateur de l'article, par exemple, en insérant le code ci-dessous sur sa page de discussion : {{subst:avertissement admissibilité à vérifier\|Saison 2012-2013 du Club africain}} |

 (juillet 2023).
Si vous disposez d'ouvrages ou d'articles de référence ou si vous connaissez des sites web de qualité traitant du thème abordé ici, merci de compléter l'article en donnant les références utiles à sa vérifiabilité et en les liant à la section « Notes et références ».
Maillots
Dernière mise à jour : 7 mars 2013.
Chronologie
Saison précédente Saison suivante
La saison 2012-2013 du Club africain est la 58e saison consécutive du club dans l'élite. Elle tentera également de s'imposer à nouveau en coupe de Tunisie.

## Transferts

### Mercato d'été
| Type                   | Joueur                  | Ancien/Nouveau club                      |
| Transfert              | Abdelmoumene Djabou     | Entente sportive sétifienne (L1)         |
| Transfert              | Hatten Baratli          | Club athlétique bizertin (L1)            |
| Transfert              | Khaled Souissi          | Athlétic Club Arles-Avignon (L2)         |
| Transfert              | Karl Max Barthélemy     | Difaâ Hassani d'El Jadida (Botola Pro 1) |
| Transfert              | Issoufou Boubacar Garba | FC Phuket (en) (D1)                      |
| Transfert              | Azer Ghali              | La Palme sportive de Tozeur              |
| Transfert              | Mourad Hedhli           | Club olympique des transports            |
| Transfert              | Ali Mathlouthi          | Racing Club de Lens (L2)                 |
| Transfert              | Achraf Zitouni          | Club olympique des transports            |
| Transfert              | Mourad Benhamida        | Lyon Duchère AS (CFA)                    |
| Transfert              | Khaled Lemmouchia       | USM Alger (L1)                           |
| Transfert              | Ahmed Ben Belgacem      | Club sportif hilalien                    |
| Transfert              | Seif Teka               | US monastirienne (L1)                    |
| Transfert              | Maher Haddad            | Club sportif sfaxien (L1)                |
| Transfert              | Slama Kasdaoui          | Club sportif sfaxien (L1)                |
| Transfert              | Soumaïla Konaré         | Albacete Balompié (D2)                   |
| Transfert              | Boubacar Koné           |                                          |
| Transfert              | John Clement            |                                          |
| Transfert              | Aymen Ben Ayoub         | Club sportif sfaxien (L1)                |
| Transfert              | Skander Cheikh          | Club sportif sfaxien (L1)                |
| Prêt                   | Abderrahmane Khayati    | Avenir sportif de Gabès (L1)             |
| Prêt                   | Majdi Makhzoumi         | Avenir sportif de Gabès (L1)             |
| Prêt                   | Hamza Messaadi          | US monastirienne (L1)                    |
| Prêt                   | Chaker Rguiî            | CS Hammam Lif (L1)                       |
| Prêt                   | Issoufou Boubacar Garba | CS Hammam Lif (L1)                       |
| Fin de contrat         | Zouhaier Dhaouadi       | Évian Thonon-Gaillard (L1)               |
| Fin de contrat         | Youssef Mouihbi         | Qadsia Sporting Club (D1)                |
| Résiliation de contrat | Vitor Sonny             |                                          |
| Résiliation de contrat | Aymen Soltani           |                                          |
| Résiliation de contrat | Abdelkader Khchech      |                                          |
| Résiliation de contrat | Amir Haj Massaoud       |                                          |

### Mercato d'hiver
| Type                   | Joueur              | Ancien/Nouveau club  |
| Transfert              | Ammar Jemal         | AC Ajaccio           |
| Transfert              | Zouhaier Dhaouadi   | Évian TG FC          |
| Transfert              | Fatah Gharbi        | Club sportif sfaxien |
| Transfert              | Bedi Mbenza         | RSC Anderlecht       |
| Prêt                   | Wajdi Jabbari       | Wydad de Fès         |
| Prêt                   | Karl Max Barthélemy | Difaâ d'El Jadida    |
| Prêt                   | Alaeddine Marzouki  | ES Hammam Sousse     |
| Résiliation de contrat | Seifeddine Akremi   |                      |

## Entraîneurs
Les entraîneurs du Club africain durant la saison 2012-2013 sont Nabil Kouki du 9 octobre 2012 au 1er avril 2013, puis Faouzi Benzarti du 10 avril au 25 mai 2013, puis Fathi Laabidi pour le reste de la saison.

## Championnat de Tunisie

### Première phase
| Rang | Équipe                          | Pts | J  | G | N | P  | Bp | Bc | Diff |
| ---- | ------------------------------- | --- | -- | - | - | -- | -- | -- | ---- |
| 1    | Espérance sportive de Tunis (T) | 29  | 14 | 8 | 2 | 3  | 27 | 12 | +15  |
| 2    | Club africain                   | 29  | 14 | 8 | 5 | 1  | 16 | 8  | +8   |
| 3    | Club athlétique bizertin (VC)   | 29  | 14 | 8 | 5 | 1  | 18 | 5  | +13  |
| 4    | Avenir sportif de La Marsa      | 19  | 14 | 5 | 4 | 5  | 16 | 15 | +1   |
| 5    | Jeunesse sportive kairouanaise  | 15  | 14 | 3 | 6 | 5  | 10 | 17 | -7   |
| 6    | Olympique de Béja               | 13  | 14 | 3 | 4 | 7  | 11 | 16 | -5   |
| 7    | Espérance sportive de Zarzis    | 12  | 14 | 2 | 6 | 6  | 8  | 15 | -7   |
| 8    | Olympique du Kef (P)            | 5   | 14 | 1 | 1 | 11 | 7  | 25 | -18  |

### Playoffs
| Rang | Équipe                          | Pts | J | G | N | P | Bp | Bc | Diff |
| ---- | ------------------------------- | --- | - | - | - | - | -- | -- | ---- |
| 1    | Club sportif sfaxien            | 13  | 6 | 4 | 1 | 1 | 11 | 7  | +4   |
| 2    | Espérance sportive de Tunis (T) | 12  | 6 | 4 | 0 | 2 | 8  | 6  | +2   |
| 3    | Étoile sportive du Sahel        | 9   | 6 | 3 | 0 | 3 | 6  | 6  | 0    |
| 4    | Club africain                   | 1   | 6 | 0 | 1 | 5 | 2  | 8  | -6   |

## Meilleurs buteurs
| Rang | Nom                 | Ligue 1 | Coupe de Tunisie | Total |
| ---- | ------------------- | ------- | ---------------- | ----- |
| 1    | Abdelmoumene Djabou | 8       | 0                | 8     |
| 2    | Mourad Hedhli       | 2       | 0                | 2     |
| 2    | Slama Kasdaoui      | 2       | 0                | 2     |
| 3    | Bilel Ifa           | 2       | 0                | 2     |
| 3    | Zouhaier Dhaouadi   | 1       | 0                | 1     |

## Meilleurs passeurs
| Rang | Nom                 | Ligue 1 | Coupe de Tunisie | Total |
| ---- | ------------------- | ------- | ---------------- | ----- |
| 1    | Maher Haddad        | 3       | 0                | 3     |
| 2    | Slama Kasdaoui      | 2       | 0                | 2     |
| 3    | Abdelmoumene Djabou | 1       | 0                | 1     |
| 4    | Achraf Zitouni      | 1       | 0                | 1     |
| 4    | Zouhaier Dhaouadi   | 1       | 0                | 1     |